# Кшижова (Любінський повіт)
Кшижова (пол. Krzyżowa, нім. Kreischau) — село в Польщі, у гміні Шцинава Любінського повіту Нижньосілезького воєводства. Населення — 158 осіб (2011).
У 1975—1998 роках село належало до Легницького воєводства.

## Демографія
Демографічна структура станом на 31 березня 2011 року:
|          | Загалом | Допрацездатний вік | Працездатний вік | Постпрацездатний вік |
| -------- | ------- | ------------------ | ---------------- | -------------------- |
| Чоловіки | 79      | 19                 | 50               | 10                   |
| Жінки    | 79      | 18                 | 45               | 16                   |
| Разом    | 158     | 37                 | 95               | 26                   |